# فلبينو ليبي
فلبينو ليبي (بالإيطالية: Filippino Lippi)‏ (أبريل 1457 - 18 أبريل 1504) رسامًا إيطاليًا يعمل في فلورنسا بإيطاليا خلال السنوات الأخيرة من عصر النهضة المبكر والسنوات القليلة الأولى من عصر النهضة العالي.